# Michaela Spaeth
Michaela Spaeth (* 1961) ist eine deutsche Diplomatin. Sie ist seit 2020 Botschafterin und Ständige Vertreterin der Bundesrepublik Deutschland bei der OECD in Paris.

## Leben
Michaela Spaeth studierte nach dem Abitur neben Wirtschafts- und Sozialgeschichte sowie Politikwissenschaft auch Neuere und Neueste Geschichte in Freiburg im Breisgau und Paris (Institut d’études politiques).
1987 trat sie in den Auswärtigen Dienst ein und absolvierte bis 1989 die Diplomatenausbildung in Bonn. Erste Einsätze führten sie als Referentin an die Botschaft Dhaka (1989–1992) und als Austauschbeamtin in das Britische Außenministerium in London (1995–1997). Dazwischen war sie von 1992 bis 1995 als Referentin in der Kulturabteilung des Auswärtigen Amtes tätig. 1997 wurde sie als Leiterin der Handelsförderungsstelle an die Botschaft Peking entsandt, war dann von 2001 bis 2002 Büroleiterin von Tom Koenigs, (stellvertretender Sonderbeauftragter des UN-Generalsekretärs im Kosovo, UNMIK) und war von 2002 bis 2006 als Stellvertretende Leiterin des Ostasienreferats im Auswärtigen Amt in Berlin.
2006 begann sie ein Studium an der Harvard Kennedy School in Cambridge (USA), welches sie 2007 mit einem Master in Public Administration abschloss.
Anschließend war Spaeth Leiterin des Pressereferats an der Botschaft London, bevor sie 2008 in das Auswärtige Amt zurückkehrte. Dort war sie zuständig für die Gründung der IRENA (International Renewable Energy Agency). Von 2010 bis 2012 leitete Spaeth das Kulturreferat der Botschaft Warschau, war danach Referatsleiterin für Energie- und Rohstoffaußenpolitik im Auswärtigen Amt und wechselte 2015 als Gesandtin an die Botschaft Wien. Nach einer Tätigkeit als Beauftragte für Energie- und Klimapolitik, Wirtschaft und Menschenrechte, internationale Arbeitnehmerrechte und Arbeitnehmerfragen im Auswärtiges Amt (2018–2020) wurde sie 2020 zur Botschafterin und Ständige Vertreterin der Bundesrepublik Deutschland bei der OECD in Paris ernannt.